# Isidor Fisch
Pour les articles homonymes, voir Fisch (homonymie).
Isidor Srul Fisch (26 juillet 1905 - 29 mars 1934) est un juif allemand, ami et associé du criminel Bruno Hauptmann. Ce dernier déclara avoir reçu de sa part une boîte contenant des « Certificats or » ayant servi au paiement de la rançon pour l'enlèvement de Charles Augustus Lindbergh II, le fils de 20 mois du célèbre pilote Charles Lindbergh et d'Anne Morrow Lindbergh. 
Isidor Fisch est né à Leipzig mais émigra en Amérique en 1925. Fisch et Hauptmann se rencontrèrent en 1932, devinrent amis, et acceptèrent de partager les risques et les profits du commerce de fourrures de Fisch et des investissements boursiers d'Hauptmann.

Fish retourna faire un séjour en Allemagne pendant l'hiver 1933-1934. Selon Hauptmann, le 5 décembre 1933 Fisch lui laissa divers objets dont une boîte à chaussures dans laquelle il trouva plus tard les « Certificats or ».

Fisch mourut de la tuberculose à Leipzig en 1934. L'un des « Certificats or » fut identifié le 18 septembre 1934, et d'autres continuèrent à réapparaître des années après l'exécution de Bruno Hauptmann.

## Note
1. 1 2 3  Le Gold Certificate (en), a été utilisé comme billet de banque aux États-Unis de 1882 à 1932, le certificat était échangeable en or à un taux garanti.